# ارواین اینداستریال تولز
ارواین اینداستریال تولز (انگلیسی: Irwin Industrial Tools) شرکت ابزارسازی آمریکایی است، که در سال ۱۸۸۵ تأسیس شد.